# Élections législatives de 1981 dans l'Ain
Les élections législatives françaises de 1981 se déroulent les 14 et 21 juin 1981. Dans le département de l'Ain, trois députés sont à élire dans le cadre de trois circonscriptions.

## Élus
| Circonscription | Député sortant | Parti | Parti | Député élu ou réélu | Parti | Parti |
| --------------- | -------------- | ----- | ----- | ------------------- | ----- | ----- |
| 1re             | Jacques Boyon  |       | RPR   | Louis Robin         |       | PS    |
| 2e              | Charles Millon |       | UDF   | Charles Millon      |       | UDF   |
| 3e              | Noël Ravassard |       | PS    | Noël Ravassard      |       | PS    |

## Positionnement des partis
Le Parti socialiste et le Mouvement des radicaux de gauche présentent des candidats communs tandis que la majorité sortante RPR-UDF-CNIP se présente sous le sigle « Union pour la nouvelle majorité ». Enfin, le Parti communiste présente des candidats sous l'appellation « majorité d'union de la gauche ».

## Résultats

### Résultats à l'échelle du département
| Parti                 | Parti                              | Premier tour | Premier tour | Second tour | Second tour | Sièges |
| Parti                 | Parti                              | Voix         | %            | Voix        | %           | Sièges |
| --------------------- | ---------------------------------- | ------------ | ------------ | ----------- | ----------- | ------ |
|                       | Parti socialiste                   | 68 754       | 39,10        | 69 317      | 53,80       | 2      |
|                       | Parti communiste français          | 17 061       | 9,70         |             |             | 0      |
|                       | Majorité présidentielle            | 85 815       | 48,80        | 69 317      | 53,80       | 2      |
|                       |                                    |              |              |             |             |        |
|                       | Union pour la démocratie française | 48 427       | 27,54        | 27 658      | 21,46       | 1      |
|                       | Rassemblement pour la République   | 38 430       | 21,85        | 31 878      | 24,74       | 0      |
|                       | Union pour la nouvelle majorité    | 86 857       | 49,39        | 59 536      | 46,20       | 1      |
|                       |                                    |              |              |             |             |        |
|                       | Extrême gauche                     | 2 327        | 1,32         |             |             | 0      |
|                       | Divers gauche                      | 854          | 0,49         | 0           |             |        |
|                       | Front national                     | 1            | 0,00         | 0           |             |        |
|                       |                                    |              |              |             |             |        |
| Inscrits              | Inscrits                           | 262 345      | 100,00       | 171 836     | 100,00      | 3      |
| Abstentions           | Abstentions                        | 84 460       | 32,19        | 41 634      | 24,23       |        |
| Votants               | Votants                            | 177 885      | 67,81        | 130 202     | 75,77       |        |
| Blancs et nuls        | Blancs et nuls                     | 2 031        | 1,14         | 1 349       | 1,04        |        |
| Exprimés              | Exprimés                           | 175 854      | 98,86        | 128 853     | 98,96       |        |
| Source : data.gouv.fr |                                    |              |              |             |             |        |

### Résultats par circonscription

#### Première circonscription (Bourg-en-Bresse)
| Candidat              | Candidat              | Parti          | Premier tour | Premier tour | Second tour | Second tour |  |
| Candidat              | Candidat              | Parti          | Voix         | %            | Voix        | %           |  |
| --------------------- | --------------------- | -------------- | ------------ | ------------ | ----------- | ----------- |  |
|                       | Jacques Boyon sortant | RPR (UNM)      | 27 953       | 48,38        | 31 878      | 47,95       |  |
|                       | Louis Robin élu       | PS             | 23 318       | 40,36        | 34 603      | 52,05       |  |
|                       | Marcel Benoit         | PCF            | 4 524        | 7,83         |             |             |  |
|                       | Micheline Antonucci   | PSU            | 1 125        | 1,95         |             |             |  |
|                       | Pierre Dordain        | PSD            | 854          | 1,48         |             |             |  |
|                       |                       |                |              |              |             |             |  |
| Inscrits              | Inscrits              | Inscrits       | 87 634       | 100,00       | 87 621      | 100,00      |  |
| Abstentions           | Abstentions           | Abstentions    | 29 209       | 33,33        | 20 445      | 23,33       |  |
| Votants               | Votants               | Votants        | 58 425       | 66,67        | 67 176      | 76,67       |  |
| Blancs et nuls        | Blancs et nuls        | Blancs et nuls | 651          | 1,11         | 695         | 1,03        |  |
| Exprimés              | Exprimés              | Exprimés       | 57 774       | 98,89        | 66 481      | 98,97       |  |
| Source : Data.gouv.fr |                       |                |              |              |             |             |  |

#### Deuxième circonscription  (Gex - Nantua)
|                       | Charles Millon sortant réélu | UDF (PR)       | 34 128 | 54,53  |  |  |  |
|                       | Jean Chabert                 | PS             | 19 876 | 31,76  |  |  |  |
|                       | Guy Chavanne                 | PCF            | 8 586  | 13,72  |  |  |  |
|                       |                              |                |        |        |  |  |  |
| Inscrits              | Inscrits                     | Inscrits       | 90 495 | 100,00 |  |  |  |
| Abstentions           | Abstentions                  | Abstentions    | 27 241 | 30,1   |  |  |  |
| Votants               | Votants                      | Votants        | 63 254 | 69,9   |  |  |  |
| Blancs et nuls        | Blancs et nuls               | Blancs et nuls | 664    | 1,05   |  |  |  |
| Exprimés              | Exprimés                     | Exprimés       | 62 590 | 98,95  |  |  |  |
| Source : Data.gouv.fr |                              |                |        |        |  |  |  |

#### Troisième circonscription (Ambérieu-en-Bugey)
| Candidat              | Candidat                     | Parti          | Premier tour | Premier tour | Second tour | Second tour |  |
| Candidat              | Candidat                     | Parti          | Voix         | %            | Voix        | %           |  |
| --------------------- | ---------------------------- | -------------- | ------------ | ------------ | ----------- | ----------- |  |
|                       | Noël Ravassard sortant réélu | PS             | 25 560       | 46,06        | 34 714      | 55,66       |  |
|                       | Jean Vial                    | UDF (PR)       | 14 299       | 25,77        | 27 658      | 44,34       |  |
|                       | Pierre Deplanche             | RPR (UNM)      | 10 477       | 18,88        |             |             |  |
|                       | Fernand Roustit              | PCF            | 3 951        | 7,12         |             |             |  |
|                       | Daniel Vericel               | PSU            | 619          | 1,12         |             |             |  |
|                       | Isabelle Leclerc             | LO             | 580          | 1,07         |             |             |  |
|                       | Annick Bochaton              | CCA            | 3            | 0,01         |             |             |  |
|                       | Yvette Serrière              | FN             | 1            | 0,00         |             |             |  |
|                       |                              |                |              |              |             |             |  |
| Inscrits              | Inscrits                     | Inscrits       | 84 216       | 100,00       | 84 215      | 100,00      |  |
| Abstentions           | Abstentions                  | Abstentions    | 28 010       | 33,26        | 21 189      | 25,16       |  |
| Votants               | Votants                      | Votants        | 56 206       | 66,74        | 63 026      | 74,84       |  |
| Blancs et nuls        | Blancs et nuls               | Blancs et nuls | 716          | 1,27         | 654         | 1,04        |  |
| Exprimés              | Exprimés                     | Exprimés       | 55 490       | 98,73        | 62 372      | 98,96       |  |
| Source : Data.gouv.fr |                              |                |              |              |             |             |  |